# Poa aitchisonii
Poa aitchisonii är en gräsart som beskrevs av Pierre Edmond Boissier. Poa aitchisonii ingår i släktet gröen, och familjen gräs. Inga underarter finns listade i Catalogue of Life.